# Carnaval de Trindade e Tobago

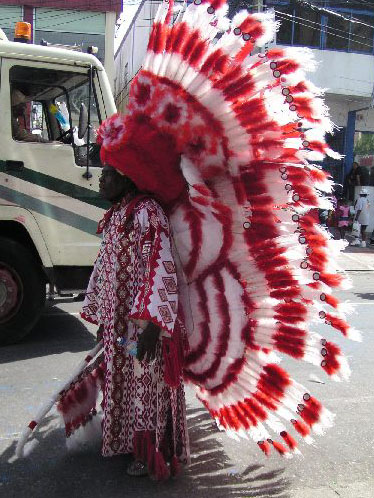
Uma pessoa fantasiada como um indígena americano, no Carnaval de San Fernando (Trindade e Tobago, 2006).

O Carnaval de Trindade e Tobago é uma das mais importantes festividades desse país no ciclo anual de sua cultura. O coração da festividade é a música, e é especialmente importante a soca, ritmo afro-caribenho desenvolvido na ilha de Trindade derivado do calypso.
Ainda que a maior parte dos trinitarios falam inglês e foi o Reino Unido o último país que dominou as ilhas, em realidade, o carnaval foi introduzido em Trindade e Tobago pelos franceses, que mantiveram o controle da ilha até o século XVIII. O carnaval trinitario, e em especial, o calypso, arraigaram entre a população de ascendência africana, a escravatura e a repressão dos religiosos anglicanos que reprovavam a celebração da festividade. Por isso, os primeiros antecedentes da atual música carnavalesca de Trindade e Tobago —aparecidas no final do século XIX— eram cantos compostos em crioulo francês caribenho, e a temática principal era a sátira da sociedade trinitaria. Nos últimos anos, o soca tem substituído ao calypso como a principal música do carnaval trinitario.

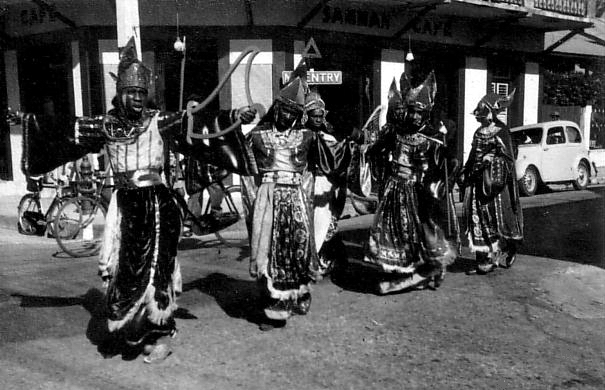
Carnaval de Port of Spain (1950).

Como se disse, o carnaval de Trindade e Tobago tem sua origem na época do domínio francês sobre as ilhas. Contra o que poderia parecer, é provável que as raízes do carnaval tenham como antecedente os costumes aristocráticos dos colonos franceses, em especial, as masquerades. A forma que atualmente tem se deve a fusão desses costumes europeus com as dos escravos africanos que chegaram às plantações de Trindade e Tobago.
Ao igual que outros carnavais ao redor do mundo, o de Trindade e Tobago se verifica na última semana antes da Quarta-feira de Cinza, que marca o início da temporada da Quaresma no calendário católico. Durante o tempo do carnaval, efetuam-se competições musicais que contam com grande participação. Uma delas é a eleição do Rei do Calypso (em inglês: Calypso Monarch), título considerado como uma das grandes honras para os trinitarios. Os principais instrumentos musicais que acompanham os carnavais de Trindade e Tobago são os tambores, os steelpan e as chaves. Até antes da época dourada do calypso (entre os anos 1930 e 1960), também eram comuns o cuatro venezuelano, a trombeta, o clarinete e as maracas. Os intérpretes da música carnavalesca trinitaria praticam por espaço de semanas com o propósito de levar-se as palmas durante as competições contra outros grupos.
Muitos participantes portam elaboradas roupas para participar no desfile do carnaval. Os vestuários são decorados com lantejoulas e outros primores de fantasia. Apesar da variedade de vestimentas, existem algumas caracterizações que sempre aparecem no Carnaval de Trindade e Tobago. Algumas delas são:
- Pierrot Grenade : Pronuncia de discursos sobre temas da atualidade acompanhados de música.
- Minstrels: Músicos negros que empregam maquiagem branca na cara.
- Midnight Robber: Emula com seu discurso aos narradores africanos.
- Jab Jab: Uma caracterização do diabo.
- Dame Lorraine: Paródia de uma aristocrata francesa do século XVIII.

## Relações externas
- Datas do carnaval de Trindade e Tobago, do 2000 ao 2010.
- Carnaval do ano 2005
- Carnaval em Trindade e Tobago: O maior espectáculo do mundo
- Sitio site oficial do Carnaval de Notting Hill